# Pour vous, mon amour
Pour plus de détails, voir Fiche technique et Distribution.
Pour vous, mon amour (titre original : Just for You) est un film musical américain réalisé par Elliott Nugent, sorti en 1952.

## Fiche technique
- Titre : Pour vous, mon amour
- Titre original : Just for You
- Réalisation : Elliott Nugent
- Scénario : Robert Carson, d'après l'histoire Famous de Stephen Vincent Benet
- Production : Pat Duggan
- Société de production et de distribution : Paramount Pictures
- Musique : Hugo Friedhofer (non crédité)
- Chorégraphe : Helen Tamiris
- Photographie : George Barnes
- Montage : Doane Harrison et Ellsworth Hoagland
- Direction artistique : Roland Anderson et Hal Pereira
- Décorateur de plateau : Sam Comer et Ray Moyer
- Costumes : Edith Head
- Pays d'origine : États-Unis
- Format : Couleur (Technicolor) - 35 mm - 1,37:1 - Son : Mono (Western Electric Recording)
- Genre : film musical
- Durée : 104 minutes
- Dates de sortie :
  - États-Unis : 8 octobre 1952 (New York)
  - France : 13 mars 1953

## Distribution
- Bing Crosby : Jordan Blake
- Jane Wyman : Carolina Hill
- Ethel Barrymore : Alida De Bronkhart
- Robert Arthur : Jerry Blake
- Natalie Wood : Barbara Blake
- Cora Witherspoon : Mme Angevine
- Ben Lessy : Georgie Polansky
- Regis Toomey : M. Hodges
- Art Smith : Leo
- Leon Tyler : David McKenzie
- Willis Bouchey : Hank Ross
- Herb Vigran : George, le chauffeur de Jordan Blake
- Ralph Montgomery : Terence
- Robert Rockwell : John Ransome
- Douglas Evans : Raymond